# Schwedensiedlung (Linz)

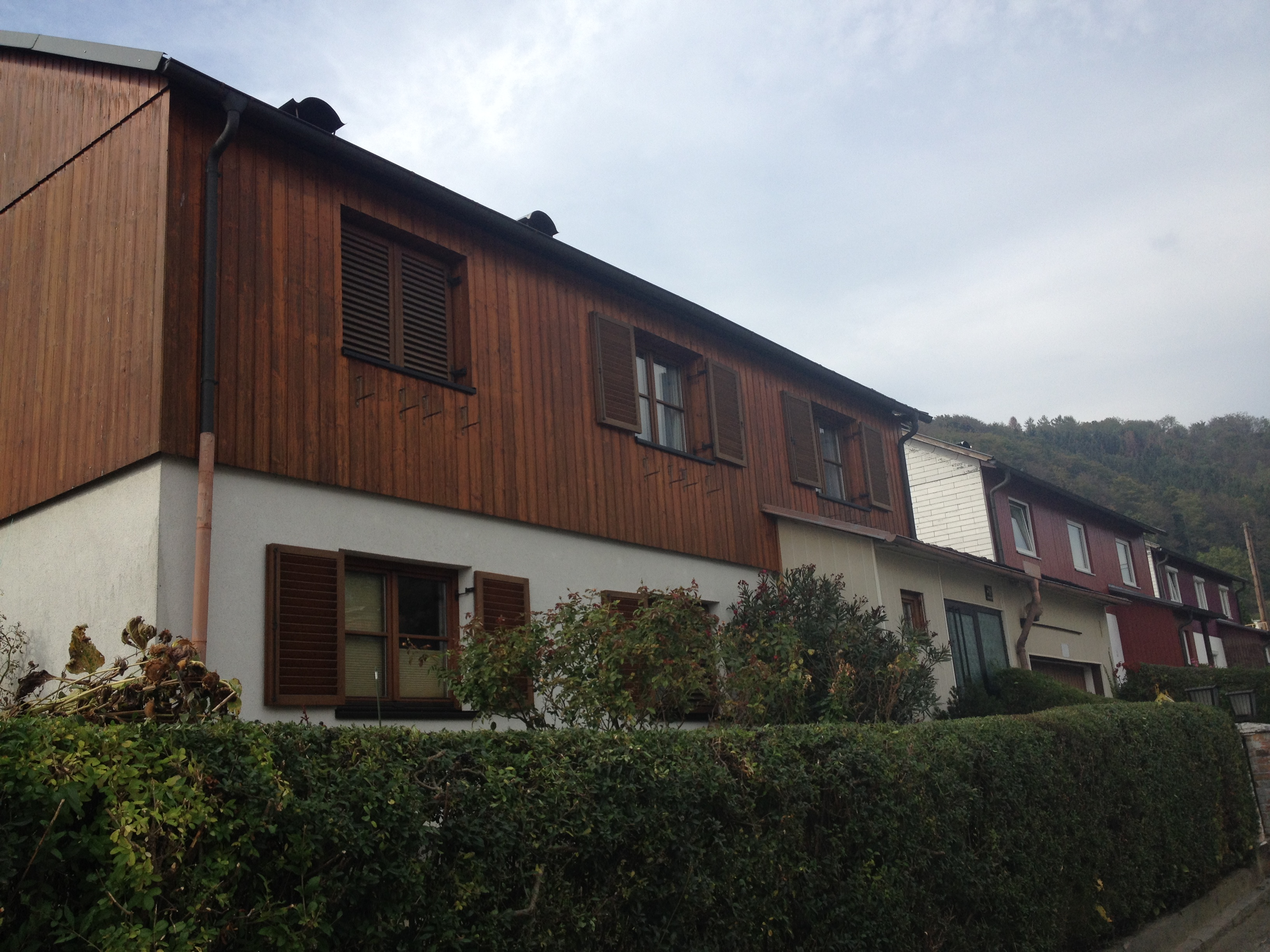
Häuser am Uppsalaweg

Die Schwedensiedlung ist ein nach der Hochwasserkatastrophe 1954 mit Hilfe schwedischer Spendengelder errichtetes Wohngebiet in Linzer Stadtteil Pöstlingberg. Sie umfasst 50 Häuser.

## Geographie
Die Schwedensiedlung besteht eigentlich aus zwei Siedlungen: der westlichen Siedlung am Uppsalaweg, wo viele der Zweifamilien-Häuser noch erhalten sind, und der östlichen Siedlung.
Die folgenden Straßennamen in der Schwedensiedlung tragen dazu bei, dass der Begriff Schwedensiedlung bei der lokalen Bevölkerung nachhaltig verankert ist:
- Uppsalaweg, benannt nach der Universitätsstadt Uppsala[1]
- Stockholmweg, benannt nach Stockholm, der Hauptstadt Schwedens[2]
- Göteborgweg, benannt nach der Hafenstadt Göteborg[3]
- Brändströmweg, benannt nach der Krankenschwester Elsa Brändström (1888–1948), dem Engel von Sibirien[4]
- Strindbergweg, benannt nach dem bekannten Autor August Strindberg, der sich 1893–1896 zeitweise in Oberösterreich aufhielt[5]

## Geschichte
Die Stadt Linz hatte um 1955 aus mehreren Gründen mit extremer Wohnungsnot zu kämpfen:
- Bombenschäden: Im Jahr 1945, nach Ende des Zweiten Weltkrieges, wurden in Linz 6.273 durch Bomben total zerstörte oder schwer geschädigte Gebäude gezählt. Im Jahr 1954 waren immer noch 238 dieser Objekte nicht wiederaufgebaut, wovon 35 Objekte im Eigentum der Stadtgemeinde Linz standen.
- Flüchtlinge: In den Nachkriegsjahren kamen besonders aus Jugoslawien, Rumänien und Tschechien viele sogenannte Heimatvertriebene oder Volksdeutsche in den oberösterreichischen Zentralraum, die in Linz vorläufig in Barackensiedlungen untergebracht wurden.
- Hochwasser: Ab 7. Juli 1954 führten heftige Niederschläge zu einem katastrophalen Jahrhundert-Hochwasser, das in Oberösterreich große Teile des Eferdinger Beckens und des Machlands überflutete. Am 11. Juli 1954 wurde in Linz ein Rekord-Wasserstand von 962 cm gemessen.[6] Im Stadtgebiet von Linz waren mehr als 2000 ha überschwemmt, 5500 Personen mussten evakuiert werden.[7] Bei den Rettungsmaßnahmen fehlten die Zillen, die nach 1945 auf Befehl der russischen Besatzung zerstört wurden, um die Flucht über die Donau zu verhindern.[7]

Das Hochwasser zerstörte 325 Häuser (333 Häuser nach der Zählung des Bau- und Feuerpolizeiamtes). Nördlich der Donau waren besonders die Gebiete der Urfahrwände, Alturfahr (dort vor allem die Ottensheimer Straße), Heilhamerau und Katzbach betroffen, südlich der Donau St. Margarethen, Obere Donaulände, Lustenau (besonders Hafenstraße, Lederergasse, Ludlgasse) und Ebelsberg. 2755 Personen aus 975 Haushalten verloren ihre Unterkunft. Zur Linderung der ärgsten Wohnungsnot wurden Notunterkünfte in Schulen errichtet, wo im August 1954 folgende Anzahl von Hochwasservertriebenen gezählt wurden:
- Baumbach-Schule: 10 Personen
- Diesterwegschule: 130–143 Personen
- Dorfhalle-Schule: 31 Personen
- Ebelsberger Schule: 50 Personen
- Goethe-Schule: 195 Personen
- Hort Ing.-Stern-Straße: 26 Personen
- Lehrerbildungsanstalt: 91–104 Personen
- MH 2 und MV 4: 164–169 Personen
- Mozart- und Neustädter Schule: 161 Personen
- Posthofschule: 11–23 Personen
- Weberschule: 98 Personen

In dieser Wohnungsmisere wurden folgende Maßnahmen ergriffen:
- Am 10. Jänner 1955 wurde in Stockholm ein Hilfsvertrag zwischen dem Föreningen Rädda Barnen und dem Svenska Röda Korset einerseits und der Stadt Linz/Donau andererseits unterzeichnet. Kurz darauf erfolgte folgende Verlautbarung des Wohnungsamtes: In Urfahr (Gründberg und Kellergründe) wird in Kürze mit der Aufstellung der von den beiden schwedischen Hilfsorganisationen Rädda Barnen und Röda Korset sowie vom schwedischen Staat der Gemeinde Linz zum Zwecke der Unterbringung Hochwassergeschädigter übergebenen 50 Wohnhäuser begonnen werden. Die Objekte, von denen jedes einzelne 2 Wohnungen enthält, sollen im Juli 1955 bezugsfertig sein und dann hochwassergeschädigten Parteien zugeteilt werden. (Gz 622-BST/55, gezeichnet von Amtsleiter OAR Feischl)
- Wohnbauprogramm 1955
- Barackenbeseitigungsprogramm 1955–1956

Mit der Aussicht auf den baldigen Abzug der russischen Besatzung aus dem Gebiet nördlich der Donau wurde Linz-Urfahr 1955 schlagartig zu einem bevorzugten Wohngebiet der Linzer. Da außerdem Hochwassergeschädigte gerne ein hügeliges Gebiet zur Neubesiedlung wählen, waren die Hanglagen des Gründbergs ein ideales Terrain für die Stadterweiterung. Die 50 Schwedenhäuser wurden dabei in 2 Bereichen erbaut:
- Nördlich des ehemaligen Gutshofes namens Gründberghof wurden 14 Eigentumshäuser links und rechts des heutigen Uppsalaweges errichtet.
- Südöstlich des unbewaldeten Gründberghügels wurden auf den Kellerergründen insgesamt 34 Mietshäuser errichtet, da die Geschädigten nicht die erforderliche Qualifikation, die nach dem Hochwasserschädengesetz zur Erlangung des Darlehens vorgeschrieben ist, erfüllen. (Gz H-000-4-30, 20. Juli 1955, gezeichnet von Amtsleiter OMR Dr. Seitlinger)

Am 4. Juni 1955 wurde auch beschlossen, in welcher Reihenfolge die Hochwassergeschädigten berücksichtigt werden sollten. Nach längerer Debatte wird folgende Reihenfolge beschlossen:
1. Hauseigentümer, die einen Hochwasserschaden erlitten und selbst im beschädigten Objekt gewohnt haben.
2. Hochwassergeschädigte, die derzeit noch keine Ersatzunterkunft zugewiesen erhielten.
3. Hochwassergeschädigte, die bereits eine Ersatzunterkunft zugewiesen erhalten haben.
4. Bewohner von Objekten im Tankhafen und in der Heilhamerau.
5. Hochwassergeschädigte, die einen Hochwasserschaden erlitten, aber in ihrem Objekt selbst nicht gewohnt haben.

Die 14 Häuser der westlichen Schwedensiedlung befinden sich derzeit auf den Adressen Uppsalaweg 3–13 und 2–12.
Die Adressen der 36 Häuser der östlichen Siedlung bedürfen noch einer genauen Abgrenzung,
sie befinden sich jedoch in etwa am Stockholmweg 27–45 und 38–48 und am Göteborgweg 11–27 und 6–22.
Im Jahr 2016 ergibt sich folgendes Erscheinungsbild der Schwedenhäuser:
- Etwa die Hälfte der Häuser sehen noch originalgetreu aus, und zwar Uppsalaweg 4, 8, 9, 11 und 13; Stockholmweg 27, 29, 39, 41, 42, 43 und 44 sowie Göteborgweg 6, 8, 10, 11, 12, 13, 16, 17, 18, 19, 20, 22, 23, 25 und 27.
- Einige (sonst aber originalgetreue) Häuser erhielten eine Faserzement-Fassadenverkleidung (Eternit), nämlich Uppsalaweg 2, 6, 7 und 12 sowie Stockholmweg 45, 46 und 48, bzw. eine moderne Wärmedämmung: Uppsalaweg 3, Stockholmweg 33, 35 und 38 sowie Göteborgweg 14.
- Neubauten bzw. wesentliche Umbauten gibt es auf Uppsalaweg 10, Stockholmweg 27, 29, 39, 41, 42, 43 und 44 sowie Göteborgweg 14.
- Eine Baulücke besteht am Uppsalaweg 5 (Neubau 2016).

## Häusertypen

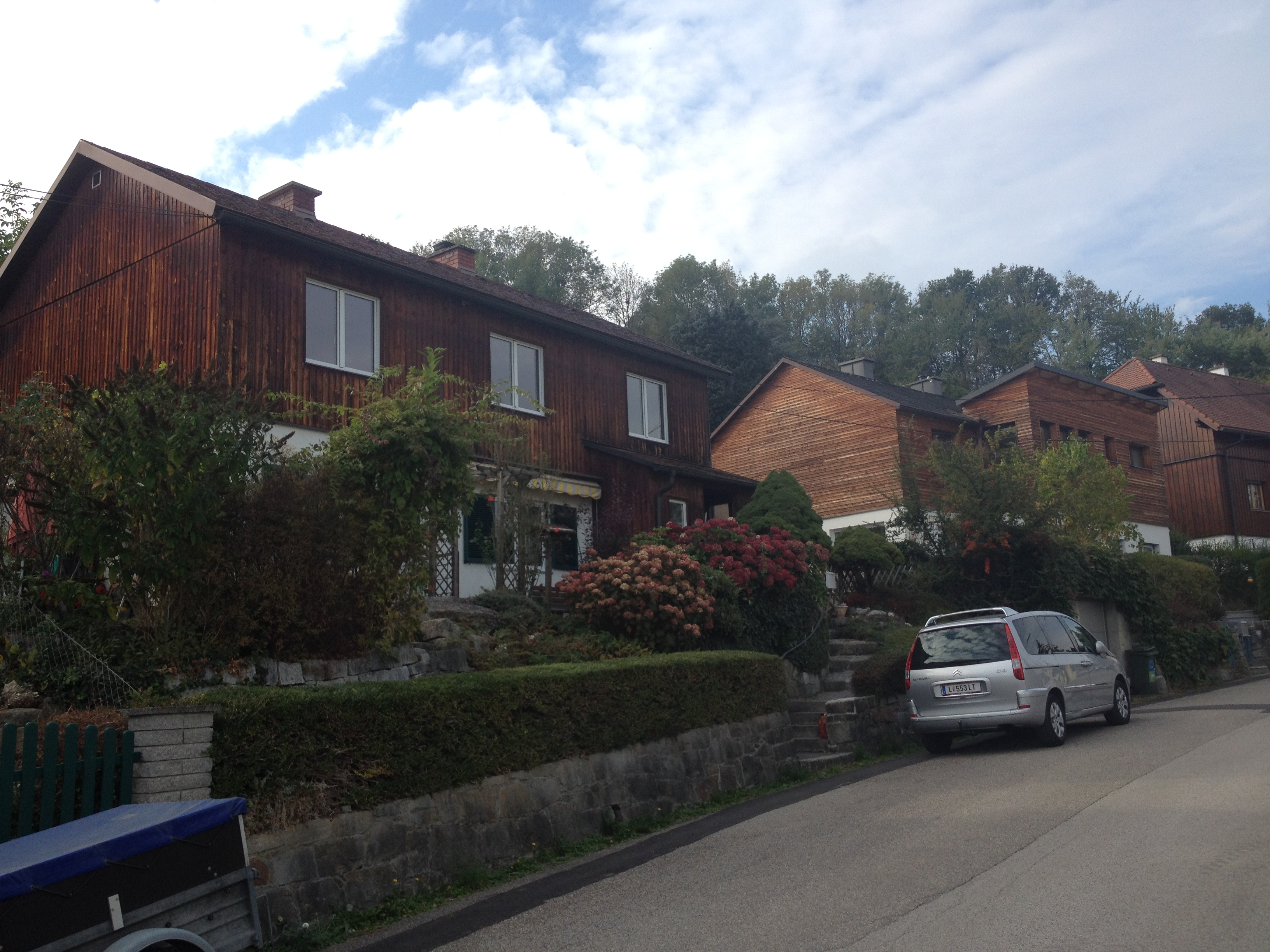
Häuser am Stockholmweg

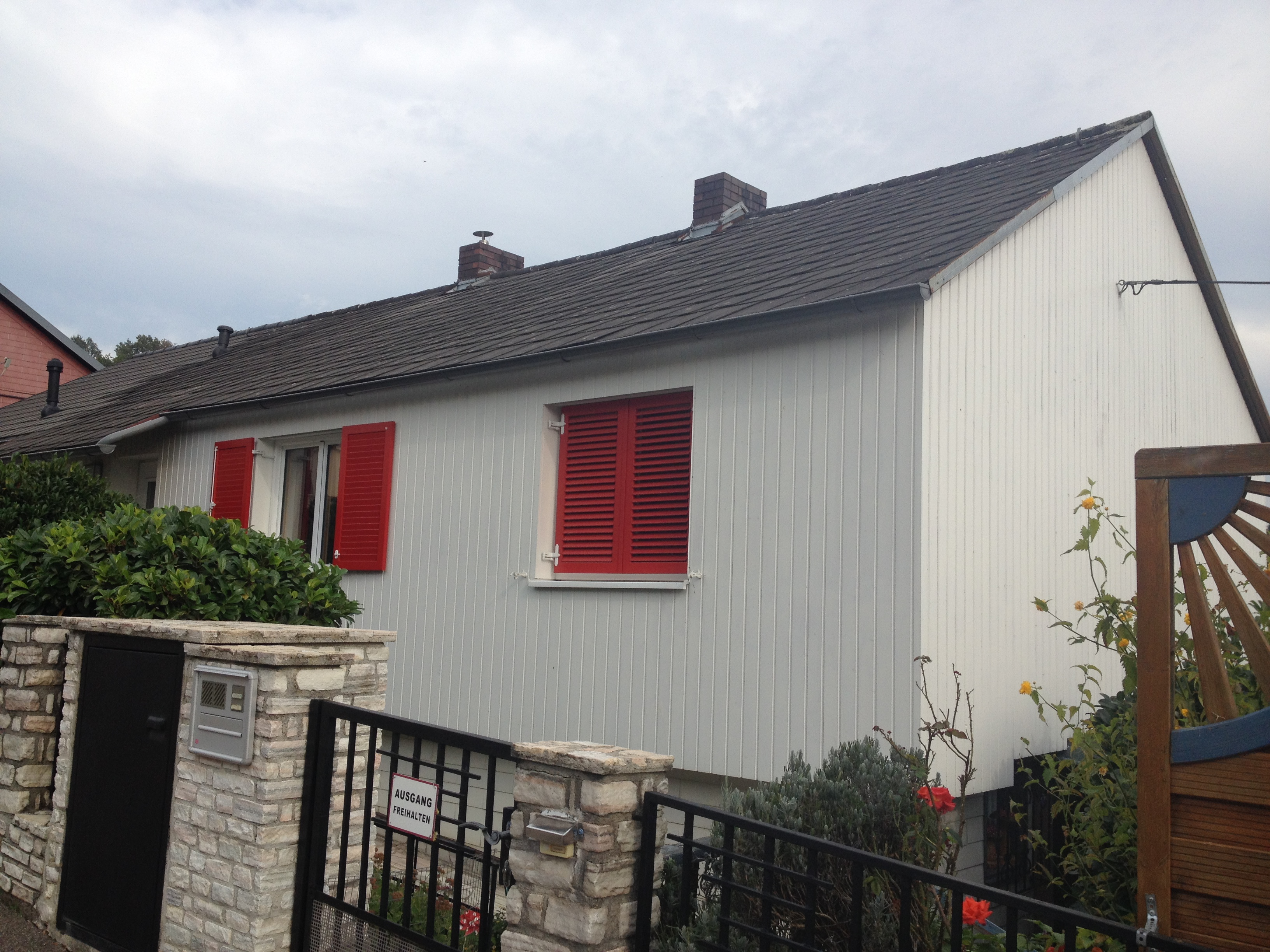
Weißes Haus am Uppsalaweg

Am Gründberg wurden 7 Häuser der Type A und 7 Häuser der Type B gebaut, auf den Kellerergründen 21 Häuser der Type A und 15 Häuser der Type B.
Häuser der Type A
- 23-m²-Wohnung im Untergeschoß mit 11,5-m²-Küche und 11,5-m²-Kabinett, Zubehör
- 52-m²-Wohnung im Obergeschoß mit 21-m²-Wohnküche, 3 Kabinette zu 14,3 m², 8,4 m² und 8,3 m², Zubehör

Häuser der Type B
- 32-m²-Wohnung im Untergeschoß mit 12-m²-Küche und 2 Kabinette zu 12 m² und 8 m², Zubehör
- 55,7-m²-Wohnung im Obergeschoß mit 21,5-m²-Wohnküche, Bad, 3 Kabinette zu 13,9 m², 10,7 m² und 9,6 m², Zubehör

Ausstattung (Auszug aus dem Originaltext):
- Art der Fundierung: Betonfundamente
- Art der Tragwände: Untergeschoß bergseitig Betonmauerwerk, talseitig Schlackenbeton-Hohlblockmauerwerk, Obergeschoß Holzwände (Fertigholzteile)
- Art der Dachkonstruktion: Satteldach mit Bretterbindern
- Art der Dacheindeckung: Eterniteindeckung
- Art der Stiegenanlage: Holzstiege, gewendelt
- Art der Fußböden: Schiffboden, Klosett und Bad Massivboden mit Belag, Waschküche und Vorratsräume Betonböden
- Art der Türen: glatte Türen (mit Hartfaserplatten) mit Ölfarbe gestrichen
- Art der Fenster: Verbundfenster, mit Ölfarbe gestrichen, schwedische Fensterverschlüsse
- Art der Jalousien: Holzläden mit feststehenden Jalousiebrettern (nur im Untergeschoß)
- Art und Zahl der Klosette: je Geschoß 1 Klosett mit Wasserspülung
- Art und Zahl der Badezimmer: nur im Obergeschoß 1 Bad je Haus mit emaillierter Badewanne

## Finanzierung

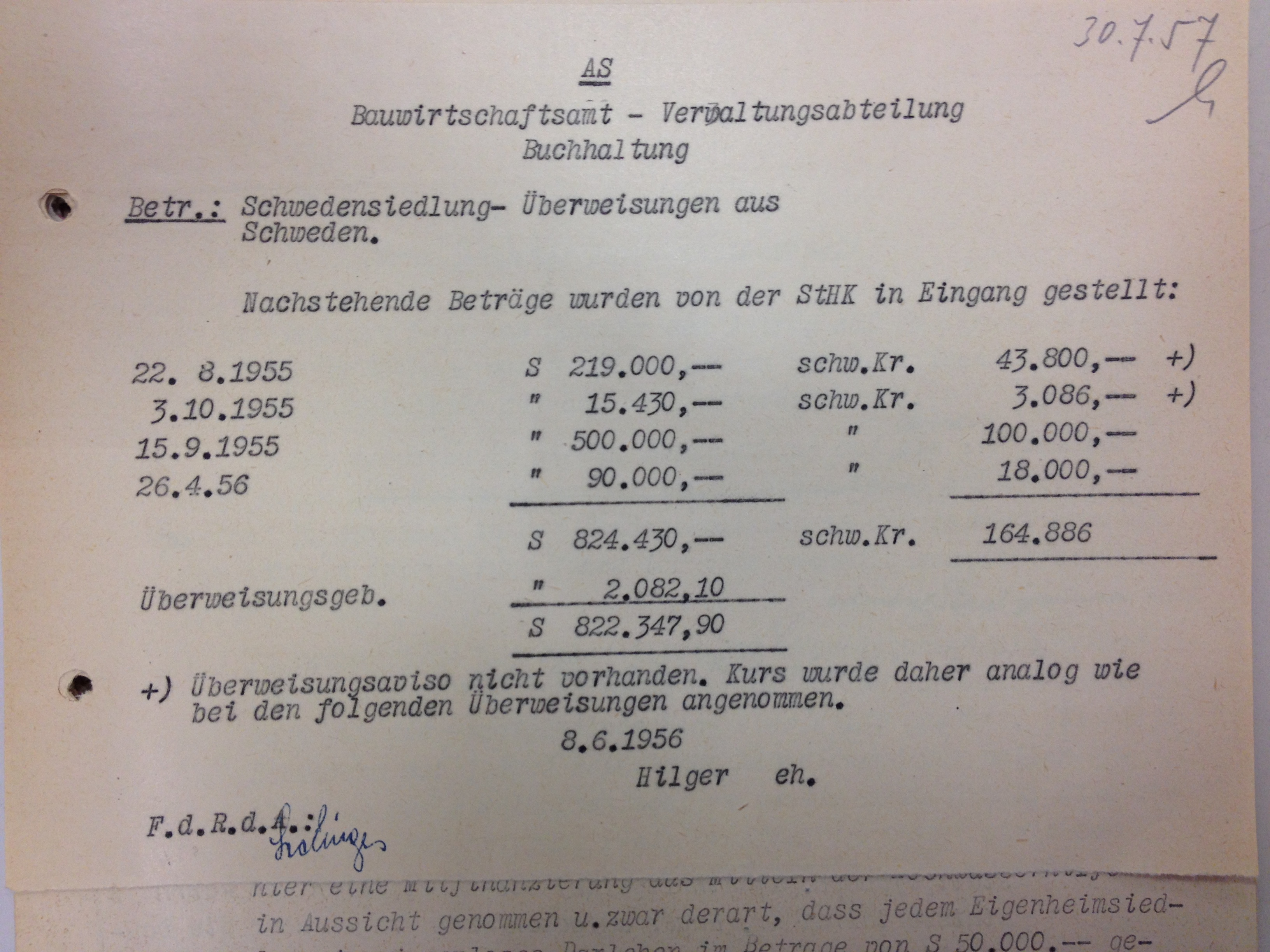
Überweisungen an die Stadt Linz zwischen 22. August 1955 und 26. April 1956

Für die 36 Häuser auf den Kellerergründen gab es folgenden Finanzierungsplan (Gz 600-1/56, III):
- 30,7 % Eigenmittel 2,213.000.–, d. h. pro Wohneinheit 30.736 Schilling
- 49,9 % Schwedenhilfe: 3,600.000.–, pro WE öS 50.000.–
- 19,4 % Darlehen des Bundes-Wohn- und Siedlungsfonds: 1,400.000.–, pro WE öS 19.444.–

insgesamt 7,213.000.–, pro WE öS 100.180.–
Zur Mietzinsbildung wurde protokolliert: Laut dem zwischen der Stadtgemeinde Linz und der Föreningen Rädda Barnen (vertreten durch Herrn Westman) am 15.11.55 getroffenen Übereinkommen wurde für die Wohnungen in der Siedlung auf den Kellerergründen die monatliche Miete mit S 4,70 pro m² Wohnfläche festgesetzt. Diese Miete setzt sich zusammen aus S 4,-– zuzüglich S –,70 für Betriebskosten (Gz 600-1/56, V).

## Namensgebung
Die Linzer Schwedensiedlung hat einen zweifachen Bezug zu Schweden:
- weil die Siedlung mit Hilfe schwedischer Spendengelder errichtet wurde.
- wegen der farbenfrohen Holzhäuser, die auch für andere Siedlungen namensgebend wurde, z. B. Borkwalde oder Steinbach.